# Willem Piso

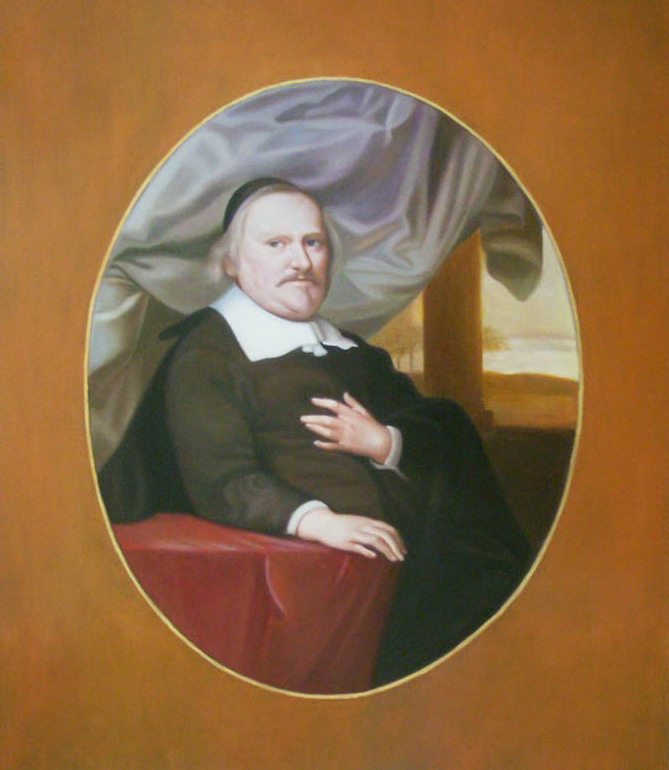
Porträt des Willem Piso, 1662, gemalt von Jan de Baen. Wassenaar, Privatbesitz

Willem Piso (eigentlich Pies, auch Pison; * 1611 in Leiden, Republik der Vereinigten Niederlande; † 26. November 1678 in Amsterdam) war ein niederländischer Arzt. Sein offizielles botanisches Autorenkürzel lautet „Piso“.

## Leben
Piso beteiligte sich im Alter von 26 Jahren als Leibarzt an der achtjährigen Expedition des Grafen Johann Moritz von Nassau-Siegen nach Brasilien (1637–1644). Graf Johann Moritz hatte sich entschlossen, im Rahmen seines Auftrags für die Niederländische Westindien-Kompanie, die jüngst eroberte Kolonie im Nordosten Brasiliens zu verwalten, verschiedene Künstler und Wissenschaftler in seine Begleitung aufzunehmen zur Dokumentation und Aufzeichnung von Informationen wie Geographie, Landschaften, Landesentwicklung, Krankheiten, Heilpflanzen etc. Zu diesen gehörten neben Willem Piso auch der Maler Albert Eckhout, der Maler Frans Post, der Maler und Architekt Pieter Post und der Kartograph, Botaniker und Astronom Georg Marggraf, der anfangs als botanischer Gehilfe Pisos gearbeitet hatte. Piso und Marggraf verfassten gemeinsam die Schrift zur brasilianischen Naturgeschichte Historia Naturalis Brasiliae von 1648.
Willem Piso gilt als einer der Begründer der neuzeitlichen Tropenmedizin. Seine Ausführungen sind erste ausführliche Berichte über die häufigsten Krankheiten, Giftwirkungen und Heilpflanzen in Brasilien. Noch heute finden einige der genannten Pflanzen Verwendung in der Medizin, so die Ipecacuanhawurzel und die Jaborandi-Blätter.

## Ehrungen
Charles Plumier benannte ihm zu Ehren die Gattung Pisonia der Pflanzenfamilie der Wunderblumengewächse (Nyctaginaceae). Carl von Linné übernahm später diesen Namen. Außerdem wurden die Pflanzengattung Pisoniella und die Tiergattung Pison sowie zahlreiche Tier- und Pflanzenarten nach Willem Piso benannt. Die Artepitheta lauten: pisonis, pisoniae, pisonia, pisonioides, pisonifolia, neopisoniae und pisonopsis.

## Schriften
- De medicina Brasiliensi libri quatvor. In: Historia Naturalis Brasiliae. 1648.